# Emil Lupták
Emil Lupták (28. ledna 1951, Bratislava – 22. února 2017, Bratislava) byl slovenský fotbalový brankář.

## Fotbalová kariéra
V československé lize hrál za Inter Bratislava. Gól nedal.

## Ligová bilance
| Ročník                                   | Zápasy | Góly | Minuty | Nuly | Klub             |
| ---------------------------------------- | ------ | ---- | ------ | ---- | ---------------- |
| 1. československá fotbalová liga 1977/78 | 3      | 0    | 198    | 0    | Inter Bratislava |
| CELKEM 1. liga                           | 3      | 0    | 198    | 0    |                  |